# 21.º Jamboree Mundial Escoteiro
O 21.º Jamboree Mundial Escoteiro foi realizado em julho e agosto de 2007, e fez parte das Comemorações do Centenário do Movimento Escoteiro Mundial de 2007. O evento foi organizado pelo Reino Unido, já que 2007 marcou o 100.º aniversário da fundação do Escotismo na Ilha de Brownsea. O tema escolhido para o evento foi o "One World, One Promise" (em português Um Mundo, Uma Promessa).
O evento foi realizado durante 12 dias, entre 27 de julho e 8 de agosto, em Hylands Park, Chelmsford, Essex. Este local foi escolhido devido ao fácil acesso ao transporte aéreo e marítimo, e também fica próximo ao Gilwell Park, um importante acampamento e centro de treinamento para Líderes Escoteiros.
Mais de 37.000 escoteiros e líderes de 155 países que têm uma Organização Escoteira Nacional reconhecida (o reconhecimento é conferido pela filiação à Organização Mundial do Movimento Escoteiro) acamparam para o evento, enquanto mais de 50.000 outros compareceram para visitas diárias.

## Participação
O evento foi aberto a todos os membros da Organização Mundial do Movimento Escoteiro (WOSM) que tinham entre 14 e 17 anos no início do Jamboree em 27 de julho de 2007. Membros da Associação Mundial de Guias e Escoteiras (WAGGGS) participaram após organização nacional e um  membro da WOSM concordarem. As pessoas que desejassem participar devem ter sido selecionadas por suas respectivas associações de escotismo.
Os adultos puderam participar de funções de apoio como membros da Equipe de Serviço Internacional, Equipes de Apoio Contingente Nacional, Líderes de Tropa, Representantes Nacionais, Trabalhadores de Programa Externos ou membros da Equipe de Construção.
Visitantes diurnos de todas as idades também foram bem-vindos ao evento. No entanto, as datas e as áreas em que os visitantes do dia podiam visitar eram restritas para manter os limites de capacidade do parque.

## Atrações
Principais atrações, eventos e instalações incluídas:
- Cerimônia de abertura: O acampamento foi chamado à ordem em uma cerimônia especial. O príncipe William e o duque de Kent (presidente da Associação dos Escoteiros do Reino Unido) compareceram e representaram a Rainha.Cerimonia "Sun Rise"

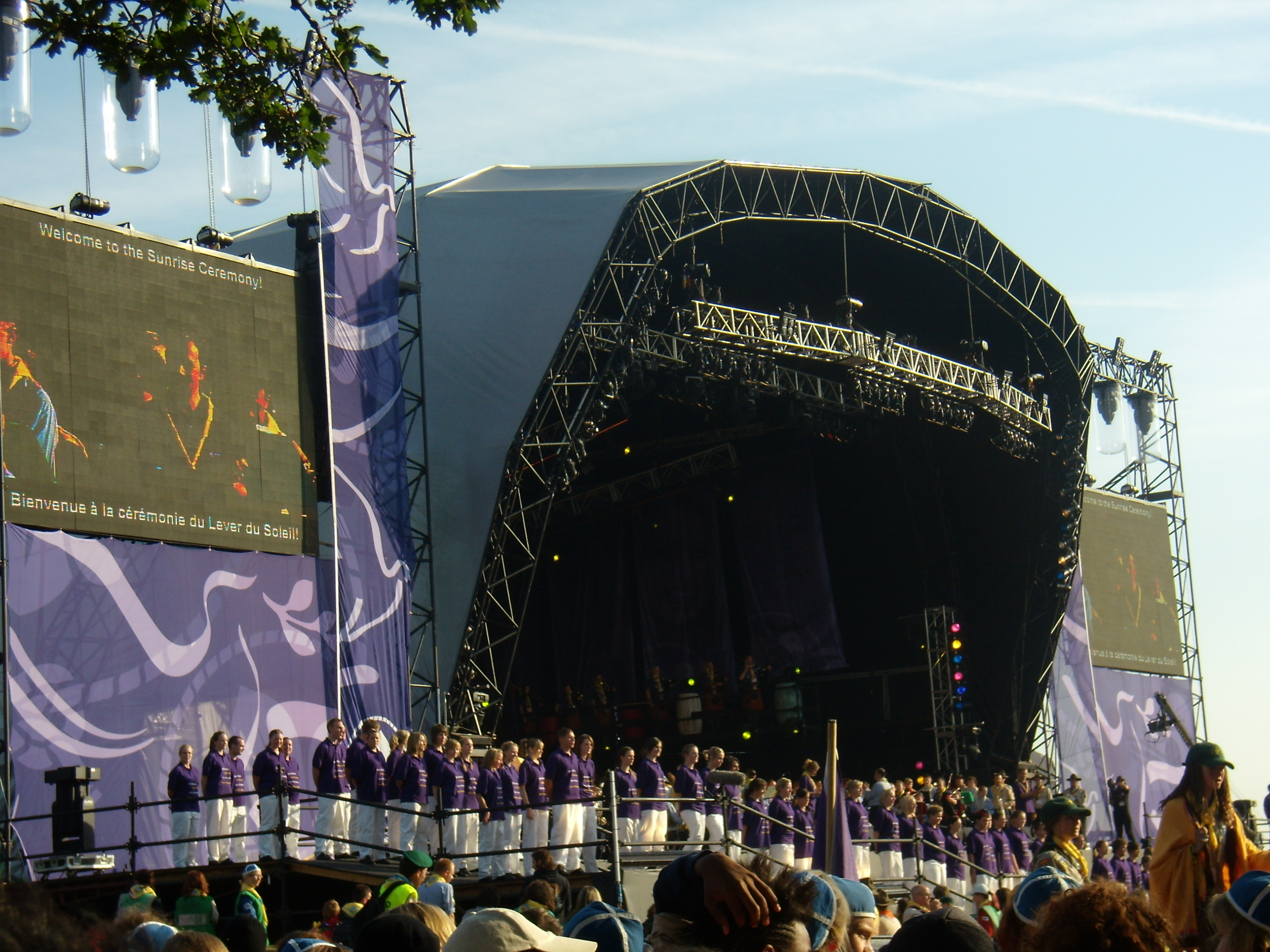
Cerimonia "Sun Rise"

- World Village: Seis áreas no local do Jamboree onde os escoteiros podem experimentar coisas como criatividade, tecnologia e cultura.
- Gilwell Adventure: Atividades aventureiras e desafiadoras foram oferecidas em Gilwell Park, a Sede do Escotismo no Reino Unido.
- Global Development Village: uma exposição que explorou os principais desafios do mundo por meio de workshops práticos ministrados por especialistas das Nações Unidas e organizações e   instituições de caridade semelhantes, como a Oxfam.
- Globuses eram uma série de ônibus londrinos transformados em uma base de aprendizado. Eles apresentavam tópicos sobre escravidão, direitos das mulheres, direitos das crianças, viagens globais, HIV / AIDS e água. Um ônibus particularmente famoso foi o dos direitos das mulheres, que teve um papel anterior na Spice World.
- Dia de Ação Comunitária: conhecido oficialmente como 'Starburst', um dia dedicado a fazer a diferença na comunidade por meio do envolvimento que incluiu atividades como limpar arbustos espinhosos e árvores na Floresta Epping e redecorar um lar infantil.
- Programas Diários: Apresentados pelo elenco do World Scout Jamboree do Reino Unido, um grupo de Escoteiros e Guias que fizeram um teste para se apresentar. Havia uma variedade de canções sendo executadas, incluindo um exclusivo 'Jamboree Megamix', uma canção composta por sucessos pop favoritos, bem como a canção oficial do   Jamboree.Escoteiros indianos aguardam a cerimonia oficial de abertura

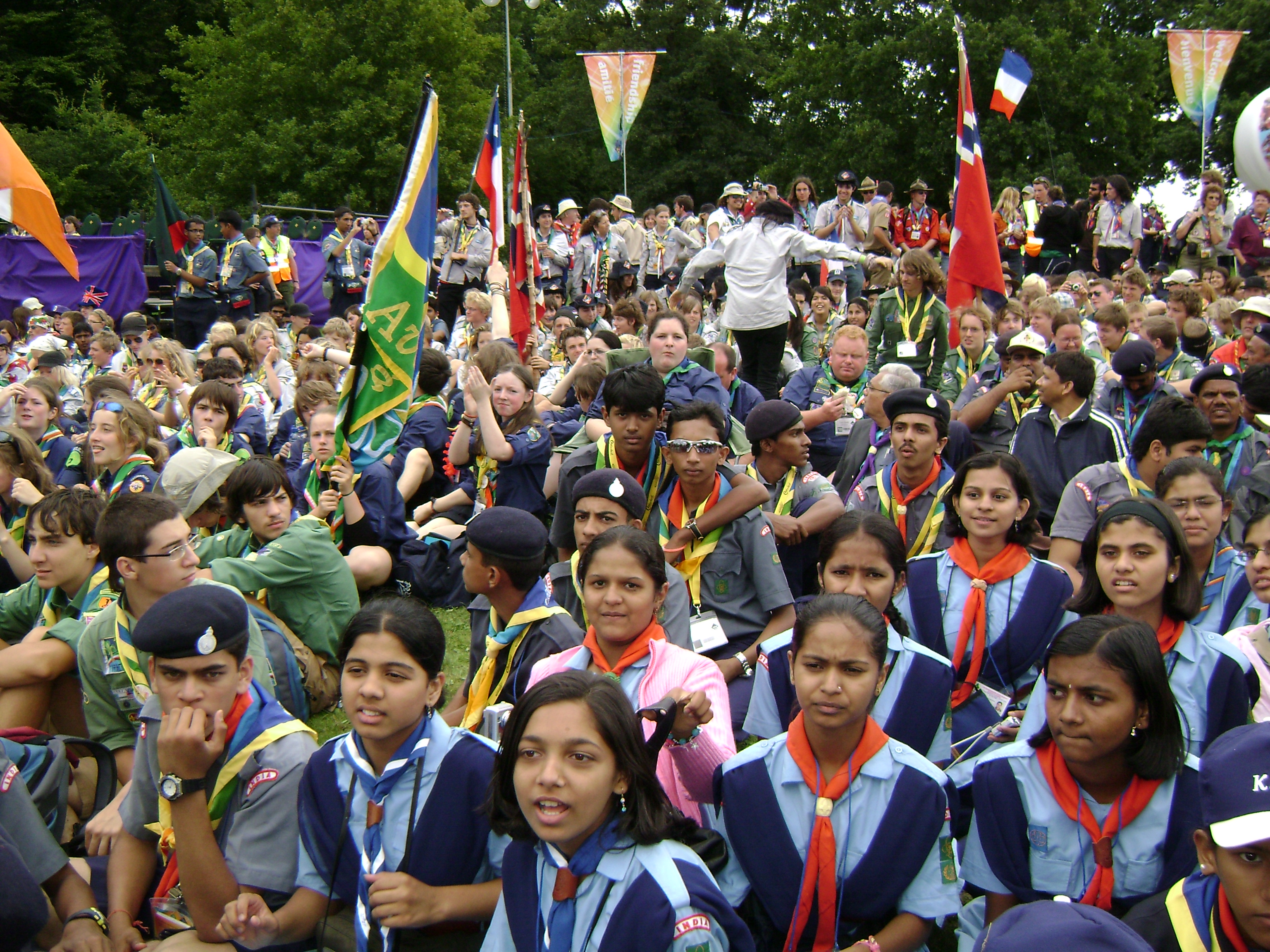
Escoteiros indianos aguardam a cerimonia oficial de abertura

- Cerimônia do nascer do sol: Este evento marcou os 100 anos do Escotismo; todos os escoteiros se juntaram para retomar sua promessa por meio de um link de vídeo ao vivo para a Ilha de Brownsea, onde o primeiro acampamento de escoteiros aconteceu. O elenco também ofereceu entretenimento durante e após o evento matinal. Eventos semelhantes ocorreram às 8h, horário local, de 1.º de agosto, em todo o mundo. O HON. Michael Baden-Powell, neto do fundador do Movimento Escoteiro, também esteve presente; e ele leu trechos de uma carta que seu avô escreveu antes de sua morte.

| “              | Acredito que Deus nos colocou neste mundo alegre para sermos felizes e desfrutarmos a vida. A felicidade não vem de ser rico, nem apenas de ter sucesso na carreira, nem de auto-indulgência. Um passo para a felicidade é fazer-se saudável e forte enquanto você é um menino, para que você possa ser útil e desfrutar a vida quando você for um homem ... Mas a verdadeira maneira de obter felicidade é dando felicidade a outras pessoas. Tente e deixe este mundo um pouco melhor do que você o encontrou e quando chegar a sua vez de morrer, você pode morrer feliz sentindo que, de qualquer forma, você não perdeu seu tempo, mas fez o seu melhor. "Esteja preparado" desta forma, para viver feliz e morrer feliz - cumpra sempre a sua promessa de escoteiro - mesmo depois de deixar de ser um menino - e que Deus o ajude a fazer isso. Seu amigo Baden-Powell | ” |
| — Baden-Powell | |   |

- Sunrise Camp: Cada país participante deve nomear 2 membros para o Sunrise Camp, de 27 de julho a 01 de agosto. Eles serão divididos em 4 patrulhas e desfrutarão de uma série de atividades na Ilha de Brownsea, incluindo ajuda na preparação e participação na cerimônia do nascer do sol.
- O Prêmio Jamboree da Amizade para Adultos é apresentado para membros da Equipe de Serviço Internacional e Líderes Adultos.
- Internet e pontos de acesso sem fio.

## Controvérsia
Depois que o Jamboree fechou, foi revelado que treze escoteiros haviam sido dados como desaparecidos à Polícia Britânica. Todas as organizações envolvidas afirmam que nenhum crime foi cometido, pois todos os escoteiros tinham visto, e só se preocupavam com a segurança dos escoteiros.
Preocupações foram levantadas pela população local em Chelmsford depois que Hylands Park sediou o Jamboree e o V Festival 2007 com apenas uma semana de intervalo, causando interrupções nas estradas locais e exacerbando os efeitos negativos no parque encontrados após hospedar o festival anual de música.